# Лоха (Еквадор)
Лоха је главни град истоимене покрајине у Еквадору. 
Основао га је Алонсо де Меркадило 1548. године. Био је први град у Еквадору који је снабдевао струју хидроелектраном изграђеном 1896. године. Град има око 140.000 становника. 